# Comunidad Bet El
Comunidad Bet El es una congregación religiosa del judaísmo conservador argentino en Buenos Aires que fue y es un modelo de muchas otras sinagogas conservadoras, tanto en Argentina como en el resto de América Latina. 

## Origen
En 1935 el rabino Schlessinger afilió la Sinagoga de la Congregación Israelita Argentina al Movimiento Conservador de Estados Unidos y en 1958 le pídió a Abraham J. Heschel que enviara algún rabino asistente para la juventud de la Sinagoga de la Congregación Israelita Argentina. 
El elegido fue Marshall Meyer, un joven rabino cuya llegada marcó el inicio de una nueva y vibrante etapa en la vida comunitaria judía de Argentina.
Después de su orden en 1958, llegó el 5 de agosto de 1959 con su joven esposa Naomi. a la Argentina, contratado por dos años pero permaneció en el país por espacio de 25 años.
Las modernas concepciones de este joven rabino no cayeron muy bien entre algunos dirigentes de mayor edad por lo que, después de muchas discusiones, decidió, junto a un grupo de feligreses que lo seguían, fundar una nueva comunidad.
El sueño de Marshall era fundar una comunidad que revitalizara el judaísmo. Estaba convencido de que el judaísmo tenía un mensaje de renacimiento, perdón, responsabilidad social e individual que faltaba en la existencia actual de los judíos que eran sus contemporáneos.

Es por esto que decidió fundar la «Comunidad Bet-el», congregación que convirtió rápidamente en un modelo de muchas otras sinagogas conservadoras, tanto en Argentina como en el resto de América Latina.

Y llamó el nombre de aquel lugar Bet El.

## Historia
En 1963 alquilaron un salón para realizar su primer Kabalat Shabat al cual asistieron más de mil personas, lo cual constituía un número sin precedentes y redactaron su propia constitución. Con el tiempo se convirtió en la sinagoga más pujante e importante de Buenos Aires.
En 1973 lograron construir su propio edificio que constaba de una sinagoga, un espacio para las actividades sociales, instalaciones deportivas y salones para los más pequeños. Debido a las ideas innovadoras del rabino, el bat mitzvá en Bet Él fue el primero en Sudamérica donde las niñas mujeres podían leer la Torá y la Kedushá. Siguiendo el ejemplo de su fundador, Bet Él fue siempre una institución solidaria y políticamente comprometida.